# Una sirena a Parigi
Una sirena a Parigi (Une sirène à Paris) è un film del 2020 co-scritto e diretto da Mathias Malzieu.
La pellicola è l'adattamento cinematografico dell'omonimo romanzo del 2019 scritto dallo stesso Malzieu.

## Trama
A Parigi, Gaspard è un crooner che si esibisce sulla chiatta-cabaret di famiglia, il Flowerburger, ereditata dalla nonna e ormai in fallimento. Dopo una delusione sentimentale, ha smesso di credere nell’amore.
Il 3 giugno 2016, durante l’alluvione della Senna, si imbatte in una sirena priva di sensi su una banchina. Decide di portarla in ospedale, ma il medico, ipnotizzato dal suo canto, muore. Gaspard ha una relazione con una donna di nome Milena, che, accecata dalla gelosia, giura vendetta contro la sirena e inizia a darle la caccia.
Poiché l’ospedale non può fare nulla per la creatura, Gaspard la porta a casa e la adagia nella vasca da bagno. Notando una ferita sulla pinna, la benda con cura. Il giorno seguente, la sirena si presenta con il nome di Lula. È sorpresa che Gaspard sia ancora vivo, poiché solitamente gli uomini che ascoltano il suo canto muoiono. Lei gli chiede di riportarla nella Senna, ma lui si rifiuta finché la sua ferita non sarà guarita.
Un giorno, mentre Gaspard è al lavoro, lascia Lula da sola con un film. La sua eccentrica vicina, Rossy, fa loro visita. Tuttavia, Lula lascia cadere accidentalmente una sigaretta accesa, provocando un incendio che rischia di distruggere l’intero edificio. Nonostante l’accaduto, tra lei e Gaspard nasce una crescente complicità. Lui, sempre più riluttante a lasciarla andare, decide di portarla al Flowerburger, dove suo padre, vedendola, è convinto che il figlio abbia finalmente trovato l’amore.
Lula racconta a Gaspard che sua madre è stata uccisa da un marinaio e da allora non si fida più degli umani. Per dimostrarle i suoi sentimenti, Gaspard la porta in un acquario di squali e si immerge con lei, ma rischia di affogare. Mentre entrambi vengono ricoverati in ospedale, il medico, intenzionato a uccidere Lula per impedire che provochi altre vittime, pianifica la sua eliminazione. La vicina Rossy, che ha seguito la coppia, scopre il complotto e, travestita da infermiera, crea un diversivo per liberarli. Gaspard fugge con Lula, portandola fuori da Parigi.
Inseguiti da Milena, raggiungono un fiume. Gaspard, desideroso di restare con Lula, si lascia trascinare sott’acqua e annega. Tuttavia, Milena lo salva, mentre Lula scompare nelle profondità.
Tornato a casa, Gaspard riceve da un biologo dell’ospedale una bottiglia contenente le preziose perle di dolore di Lula. Con esse, decide di acquistare il Flowerburger e partire con la chiatta, sperando un giorno di ritrovare la sua amata.

## Distribuzione
Il film è stato distribuito nelle sale cinematografiche italiane a partire dal 20 agosto 2020.